# Offersten in Hornbæk

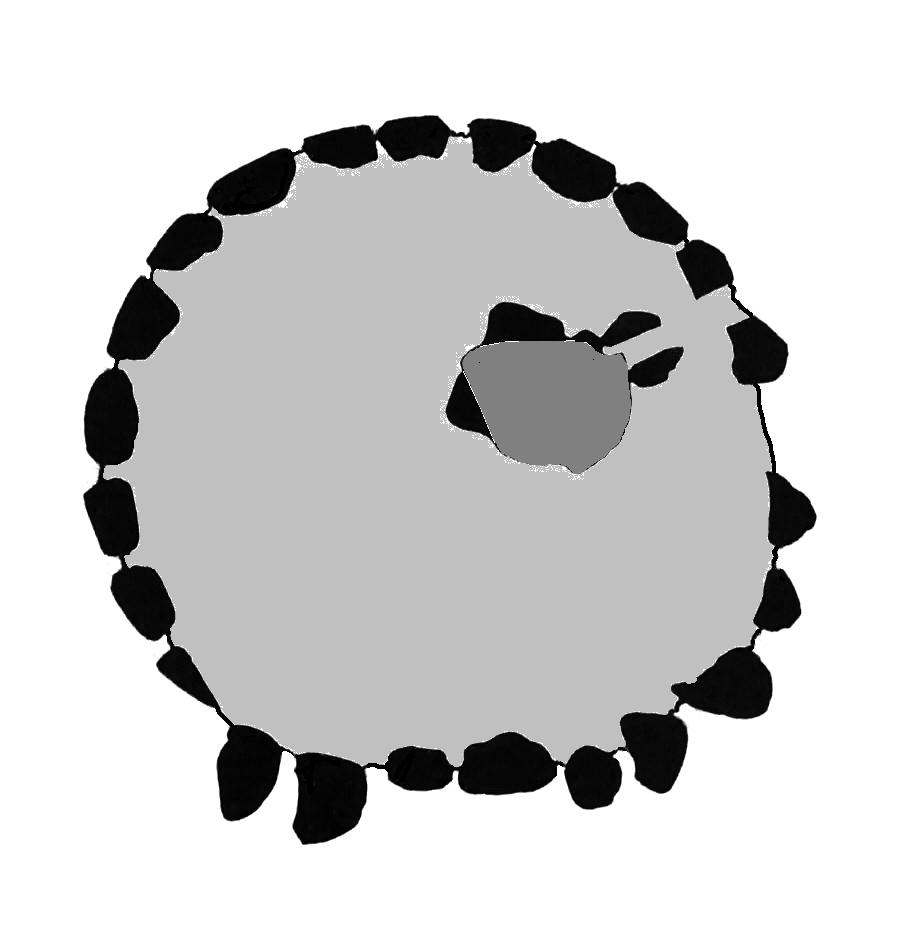
Schema eines Runddolmen

Der Runddolmen Offersten in Hornbæk (deutsch Opferstein) liegt in einem Wald östlich des gleichnamigen nordseeländischen Badeortes in Dänemark, etwa 250 m südlich der Küstenstraße.
Es ist ein gut erhaltener Rundhügel von etwa 8,5 m Durchmesser aus der Jungsteinzeit, der von den Trägern der Trichterbecherkultur (TBK) zwischen 3500 und 2800 v. Chr. errichtet wurde. Neolithische Monumente sind Ausdruck der Kultur und Ideologie neolithischer Gesellschaften. Ihre Entstehung und Funktion gelten als Kennzeichen der sozialen Entwicklung.

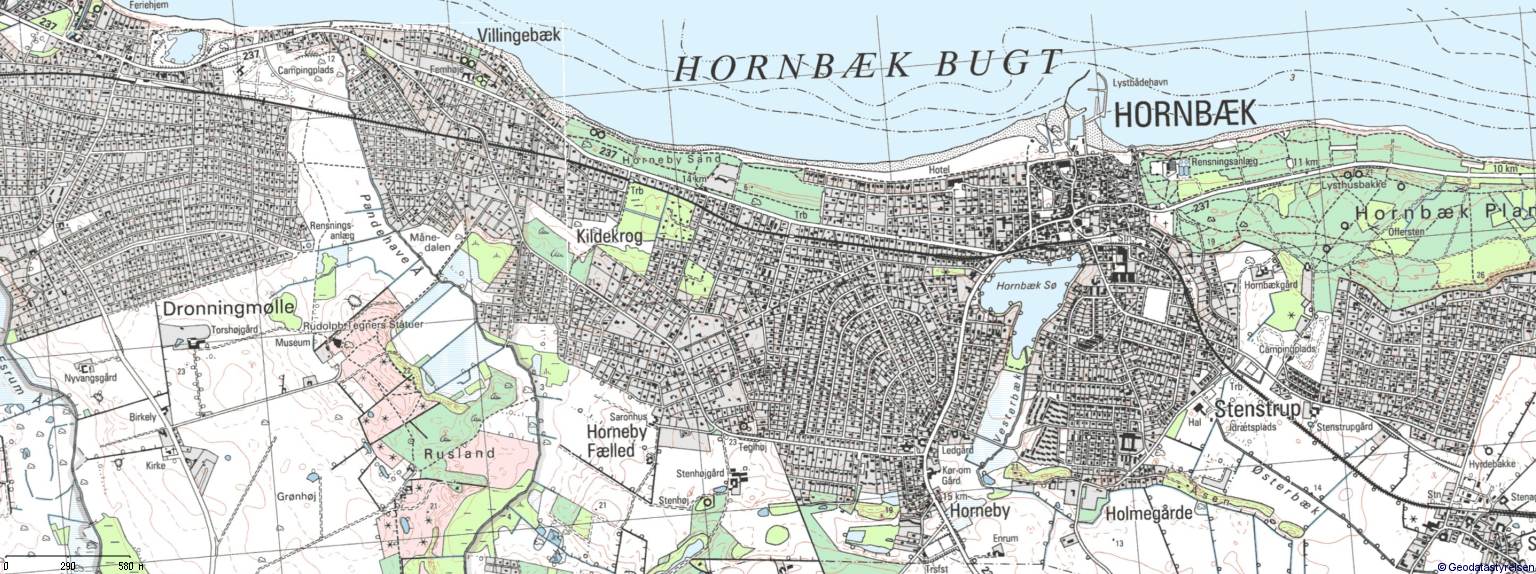
Hornbæk

Der Runddolmen von Hornbæk ist noch von einem Kreis von 16 Steinen (9 davon in situ) umgeben, während etwa ein halbes Dutzend Randsteine fehlen. Die außermittig liegende Kammer ist beschädigt. Sie bestand aus je zwei Seiten- und den beiden Endsteinen. Zwei Seitensteine sind nach innen verkippt. Der große Deckstein dieses allseitsgeschlossenen und damit typologisch frühen Urdolmens ist verschoben. Die 1877 von Andreas Peter Madsen (1822–1911) skizzierte Anlage wurde 1942 unter Schutz gestellt.